# 洪明偉
洪明伟（？—？），號筠瞻，直隶徽州府歙县桂林人，明朝政治人物。

## 生平
崇祯十二年（1639年）己卯科举人，崇禎十三年（1640年）聯捷庚辰科进士，兵部观政，本年授浙江西安县知县。